# Пол Каланити
Пол Каланити (на английски: Paul Kalanithi) е американски лекар неврохирург и писател.
Книгата му „И дъхът стана въздух“ е мемоар за живота и болестта му с метастатичен рак на белия дроб в стадий IV, публикуван посмъртно от Random House през януари 2016 г. и станал бестселър в списъка на „Ню Йорк Таймс“.

## Биография и творчество
Пол Каланити е роден на 1 април 1977 г. в Уестчестър, Ню Йорк, САЩ. Израства в Кингман, Аризона, от 10-годишна възраст.
Следва в Станфордския университет, който завършва през 2000 г. с бакалавърска и магистърска степен по английска литература и бакалавърска степен по човешка биология. Получава магистърска степен по история и философия на науката и медицината от Кеймбриджкия университет. После следва в Медицинския факултет на Йейлския университет, където завършва с отличие и печели наградата „Луис Х. Наум“ за постиженията при изследванията си върху синдрома на Турет, и членство в медицинското общество на честта „Alpha Omega Alpha“. Връща се във Факултета по мезицина на Станфордския университет и специализира неврологична хирургия и постдокторантура по неврология, като е автор на над двадесет научни публикации и получава най-високата награда за научни изследвания на Американската академия по неврологична хирургия.
Жени се за медицинската интернистка в Станфордския университет Луси Годард, с която през 2014 г. има дъщеря Елизабет Акадия.
През май 2013 г. е диагностициран метастатичен стадий IV, недребноклетъчен EGFR-позитивен рак на белия дроб, въпреки че никога не е пушил.
Размишленията му за лечението и болестите, за предизвикателството пред смъртността и за връзката между лекар и пациент, са дадени в книгата му „И дъхът стана въздух“, в която съпругата му пише епилога.
Пол Каланити умира, въпреки лечението на рака, на 9 март 2015 г. в Станфорд, Калифорния, САЩ.

## Произведения
- When Breath Becomes Air (2016)
И дъхът стана въздух, изд.: „Сиела“, София (2017), прев. Паулина Мичева